# Súš
Súš je jedna z mnoha osad města Stará Turá v Trenčínském kraji. Jde o osídlení v údolí Súšarského potoka, který teče jižním směrem z masivu Veľké Javoriny k severnímu okraji města Stará Turá. Na západě ho ohraničuje Topolecká dolina, na východě je pramenná část doliny Kamečnice s kopaničářskými sídly obce Lubina.
Osídlení má typický kopaničářský charakter, okolní krajina splňuje zemědělskou, lesnickou a rekreační funkci. Celkový počet stálých obyvatel dosahuje několik desítek. Hlavní asfaltová komunikace vede z města Stará Turá a prochází dnem doliny až k její horní části. Hromadnou dopravu zajišťuje pravidelný, ale málo frekventovaný autobusový spoj.
Území je poznamenané úbytkem obyvatel kvůli stěhování za prací. Tradiční kopaničářské hospodářství upadá a to má vliv i na celkový charakter krajiny. Vypuklým projevem jsou v oblasti flóry a fauny skupiny dřevin na loukách, které byly původně pravidelně koseny a dobře udržovány. Výsledkem je úbytek vzácných lučních společenstev rostlin a živočichů. Snižování počtu stálého obyvatelstva je vyvážen nárůstem chalupářů a chatařů, kteří alespoň částečně nahrazují původní způsob hospodaření a údržbu krajiny. V současnosti stále více dominuje rekreační funkce.